# Средства массовой информации Ижевска

## История
Первым дореволюционным печатным изданием принято считать брошюру «О столетии Ижевского завода», она была выпущена тиражом в 9 тысяч экземпляров и распространялась бесплатно среди заводчан. В 1904 году вышла первая газета — «Ижевские телеграммы», на телеграфе работали коллекторы, которые собирали и обрабатывали информацию (длинные односторонние полосы в виде листовки, содержали в себе телеграммы с русско-японской войны, местная информация). Газету наклеивали на заборы, стены зданий. В 1914 г. стала издаваться ещё одна газета, уже другого уровня «Объявления Ижевска», она содержала в себе всю информацию о магазинах, гостиницах и парикмахерских. Газета выпускалась на качественной белой бумаге, тексты большого формата, была оформлена вензелями, в текстах использовались красивые шрифты, издателем выступал первый фотограф города Дмитрий Наймушин. После февраля 1917 г. в Ижевске издавалось не менее 10 печатных изданий. Их издавали партии, гимназисты, кадеты; царила полная свобода слова, несмотря на то что в то время профессиональных журналистов не было, статью мог написать кто угодно от учите-ля до рабочего завода и только после 1920 г. стали готовить рабкоров (рабочий корреспондент) — должность считалась очень престижной.

## Телевидение
Телевизионное вещание в городе началось в 1956 году и 4 ноября в эфир вышла первая передача, этот день считается днём рождения ижевского телевидения.
В Ижевске работают следующие телеканалы.
| №  | Название                                       | Частотный канал (аналоговое вещание) | Цифровое вещание (DVB-T2) |
| -- | ---------------------------------------------- | ------------------------------------ | ------------------------- |
| 1  | Первый канал                                   | 2                                    | 1 мультиплекс, позиция 01 |
| 2  | РЕН ТВ                                         | 3                                    | 2 мультиплекс, позиция 01 |
| 3  | НТВ                                            | 6                                    | 1 мультиплекс, позиция 04 |
| 4  | Ю                                              | 8                                    | ~                         |
| 5  | Россия 1 / ГТРК «Удмуртия»                     | 10                                   | 1 мультиплекс, позиция 02 |
| 6  | Россия К (Культура)                            | 12                                   | 1 мультиплекс, позиция 06 |
| 7  | СТС-Ижевск                                     | 29                                   | 2 мультиплекс, позиция 03 |
| 8  | Суббота!                                       | 31                                   | ~                         |
| 9  | Матч ТВ                                        | 34                                   | 1 мультиплекс, позиция 03 |
| 10 | Пятый канал                                    | 39                                   | 1 мультиплекс, позиция 05 |
| 11 | ТНТ / Новый регион                             | 41                                   | 2 мультиплекс, позиция 09 |
| 12 | ТВЦ                                            | 44                                   | 1 мультиплекс, позиция 10 |
| 13 | Солнце                                         | 46                                   | ~                         |
| 14 | Че!                                            | 49                                   | ~                         |
| 15 | Россия 24 / ГТРК «Удмуртия»                    | 51                                   | 1 мультиплекс, позиция 07 |
| 16 | Звезда                                         | 60                                   | 2 мультиплекс, позиция 07 |
| 17 | Карусель                                       | ~                                    | 1 мультиплекс, позиция 08 |
| 18 | Общественное телевидение России / Моя Удмуртия | ~                                    | 1 мультиплекс, позиция 09 |
| 19 | СПАС                                           | ~                                    | 2 мультиплекс, позиция 02 |
| 20 | Домашний                                       | ~                                    | 2 мультиплекс, позиция 04 |
| 21 | ТВ3                                            | ~                                    | 2 мультиплекс, позиция 05 |
| 22 | Пятница!                                       | ~                                    | 2 мультиплекс, позиция 06 |
| 23 | Мир                                            | ~                                    | 2 мультиплекс, позиция 08 |
| 24 | Муз-ТВ                                         | ~                                    | 2 мультиплекс, позиция 10 |

Первый мультиплекс — 36 частотный канал (594 МГц).
Второй мультиплекс — 57 частотный канал (762 МГц).

## Печатные издания

### Газеты
В Ижевске работают около 20 информационных газет — местные проекты и региональные издания общероссийских СМИ.
- Газета «Успех каждому»
- Центр
- Удмуртская правда
- Удмурт дунне
- Известия Удмуртской Республики
- День
- Янарыш (татар.)
- Комсомольская правда в Ижевске
- Лидер Почта
- Православные Вести. Ижица
- Московский комсомолец
- Ваши 7 вечеров

### Журналы
- Деловой квадрат
- Литературный журнал «Луч»
- Инвожо
- Деловая репутация
- Сильные кадры
- Лучший Выбор
- Венэфика
- Молодёжный арт-журнал Нестандарт
- Выбирай
- Gorod
- Интернет-журнал о культурной жизни города «Izhevsk.City»
- Вестник Удмуртского университета. Серия История и филология.

## Новостные сайты
В Ижевске работает порядка 10 информационных сайтов. Как самостоятельных ижевских, так и представительств федеральных агентств. Среди них есть информационно-развлекательные порталы, новостные ресурсы, информеры и т. д. Посещаемость этих сайтов колеблется в зависимости от их раскрученности и наполнения.
- Газета «Реклама +» | Новости Ува | Новости Удмуртии сегодня | (http://рекламаплюс.рф/ Архивная копия от 16 ноября 2016 на Wayback Machine
- журнал Деловой квадрат / Новости Удмуртской Республики (Удмуртии), Ижевска, России, зарубежья (http://d-kvadrat.ru)
- ИжевскИнфо — Новости Ижевска и Удмуртии
- Я Люблю Ижевск: новости Ижевска, Удмуртии, страны и мира (ранее — www.iloveizhevsk.ru)
- Сусанин / Новости Удмуртской Республики (Удмуртии), Ижевска и Приволжья
- KP.RU:Новости Ижевска и Удмуртии в стране и мире
- ИА «День». Вся правда об Удмуртии
- Республиканское информационное агентство «Udm-Info»: Ижевск и Удмуртия в новостях
- Uzhevsk.ru: Блог умного города: Альтернативный взгляд на Ижевск и Удмуртию
- Ижайти: Все об информационных технологиях в Ижевске и Удмуртии
- [pro-izhevsk.ru «Про Ижевск» Новости Ижевска]
- Интернет-газета «Стриж» Новости Ижевска, Удмуртии и России
- Интернет-газета «ДЕНЬ.org» https://day.org.ru/

## Радио
- Радио Искатель / Акварель FM — 87,5 FM
- Like FM — 88,0 FM
- Детское радио — 91,4 FM
- Радио МИР — 92,0 FM
- Радио Гордость — 92,8 FM
- Радио MAXIMUM — 93,5 FM
- Радио Ваня — 93,9 FM
- Радио Маяк — 94,4 FM
- Радио Калина Красная — 95,4 FM
- Comedy Radio — 95,8 FM
- Радио ENERGY — 96,2 FM
- Радио России / ГТРК Удмуртия — 96,6 FM
- Радио Вера — 97,0 FM
- Монте-Карло — 97,4 FM
- Love Radio — 97,8 FM
- Радио Звезда — 98,5 FM
- Радио Моя Удмуртия — 100,1 FM
- Русское радио — 100,5 FM
- Новое радио — 100,9 FM
- Юмор FM — 101,3 FM
- Ретро FM — 101,8 FM
- Радио Дача — 102,4 FM
- Европа Плюс — 103,0 FM
- Наше радио — 103,8 FM
- Радио Адам — 104,5 FM
- Вести FM — 104,9 FM
- Дорожное радио — 105,3 FM
- Радио Хит FM  — 105,7 FM
- Авторадио — 106,1 FM
- DFM — 107,0 FM
- Радио Комсомольская правда — 107,6 FM

## Видео холдинги
Видео Холдинг "Нео Телеком" Архивная копия от 20 октября 2017 на Wayback Machine
Рекламный видео холдинг "Нео Телеком" на сегодняшний день, сеть объединяющая более 150 видео экранов в самых посещаемых местах города Ижевска